# Búnquer-barraca dels Torrellons
El Búnquer-barraca dels Torrellons és una obra del Port de la Selva (Alt Empordà) inclosa a l'Inventari del Patrimoni Arquitectònic de Catalunya. Situat al sud-est del nucli urbà de la població del Port de la Selva, al paratge dels Sapers, prop dels Torrellons.

## Descripció
Búnquer mig soterrat de planta rectangular, bastit al cim d'un petit turonet de la zona, i envoltat de diverses terrasses de feixes. Està bastit amb un encofrat de formigó, tot i que presenta un revestiment exterior fet de rebles de pissarra lligats amb abundant morter, que recobreix els paraments. Damunt la coberta del búnquer hi ha una falsa cúpula bastida amb rebles de pissarra. Tot aquest camuflatge de pedra dona una aparença de barraca a la construcció. La porta està orientada a llevant i és rectangular, amb unes petites escales que donen accés a l'estança interior.

## Història
Construcció militar portada a terme per l'organisme franquista denominat "Servicio Militar de Construcción". Aquestes fortificacions pertanyen a l'extensa i àmplia xarxa de búnquers i nius de metralladora, bastides entre els anys 1940-45, que s'estén tot al llarg de les terres properes a la frontera i al litoral nord de l'Empordà. Aquesta va ser nomenada "linea P" o "linea Peréz", encara que també és coneguda com a "línea Gutierrez", potser pel fet que el coronel d' enginyer Manuel Duelo Gutiérrez, va participar en una reunió relativa a la fortificació d'aquesta línea.
Realment, l'origen del nom ve donat per la posició geogràfica de la línia en qüestió que abastava tota la part del Pirineus, d'aquí que s'anomenés P. Totes aquestes construccions foren bastides després d'acabar-se la guerra del 1936-39 pels serveis de l'exèrcit del govern dictatorial, en resposta a una possible invasió procedent de França.
L'any 1985 es va decidir suprimir els regiments de defensa i desmantellar les bateries.
Quan el búnquer va caure en desús es va reutilitzar com barraca de pastor, encara que actualment està abandonada.